# Parafia Miłosierdzia Bożego w Boleścinie
Parafia Miłosierdzia Bożego w Boleścinie – znajduje się w dekanacie Trzebnica w archidiecezji wrocławskiej. Erygowana w 1998 roku.
Obsługiwana przez księży archidiecezjalnych. Jej proboszczem jest ks. mgr Leszek Urban.

## Parafialne księgi metrykalne
| Księgi metrykalne | Okres ewidencji |
| ----------------- | --------------- |
| chrztów           | 1998 -          |
| ślubów            | 1998 -          |
| zgonów            | 1998 -          |